# Passage Barthélemy
Le passage Barthélemy est une voie privée située dans le 10e arrondissement de Paris.

## Origine du nom
Le passage doit son nom à celui du propriétaire du terrain sur lequel ce passage a été ouvert.

## Historique
Cette voie privée est attestée en 1885. 
Il ne faut pas la confondre avec la rue Barthélemy située dans le 15e arrondissement.